# Ernst Sejersted Selmer
Ernst Sejersted Selmer, född den 20 februari 1920, död den 8 november 2006, var en norsk matematiker som arbetade inom talteori. 
Selmergruppen av en abelsk varietet är uppkallad efter honom. Han arbetade huvudsakligen med diofantiska ekvationer. Han arbetade som kryptograf under andra världskriget.
Han föddes i Oslo som son till Ernst W. Selmer. Han blev filosofie doktor år 1952 och anlitades som föreläsare på Universitetet i Oslo samma år. 
Med hjälp av Rockefeller-stiftelsen studerade Selmer i Förenta Staterna under åren 1951–1952.
Han anlände i januari 1951 som gästforskare till Institute for Advanced Study vid Princeton University, där man höll på med att konstruera IAS-datorn för John von Neumann. Från Princeton åkte Selmer vidare till US Berkeley, där han hjälpte Paul Morton i konstruktionen av CALDIC-datorn. Han anlitades som konsult av Consolidated Engineering Corporation (CEC) sent år 1951 och arbetade mycket med deras Datatron-dator tillsammans med andra CEC-anställda såsom Sibyl M. Rock. Han återvände till Institute for Advanced Study som gästforskare år 1952.
Från 1956 till 1987 var han professor i Universitetet i Bergen. Han var medlem av Det Norske Videnskaps-Akademi.

## Publikationer
- Selmer, Ernst S. (1966), Linear recurrence relations over finite fields, Department of Mathematics, University of Bergen, http://books.google.com/books?id=-gPvAAAAMAAJ